# Gỗ mun

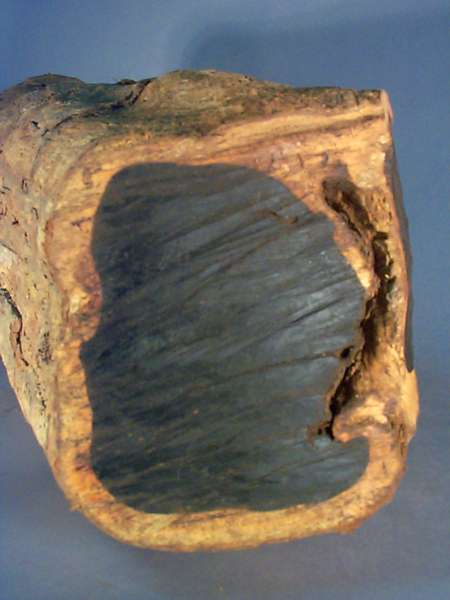
Một mẫu gỗ mun

Gỗ mun là loại gỗ có màu đen được khai thác từ các loài cây thuộc họ Thị, tại Việt Nam thì nó thường được lấy từ loại cây mun nên gọi là gỗ mun. Đặc điểm của loại gỗ này là ngoài việc có màu đen thì nó khá đặc nên có thể chìm trong nước vì thế không thể thả trôi sông và cấu trúc của nó sẽ làm bề mặt trở nên rất mịn khi được đánh bóng. Điều khiến cho loại gỗ này trở nên rất có giá trị là nguyên liệu cho các sản phẩm mỹ nghệ cao cấp bằng gỗ.Kết quả là các loài cây cho loại gỗ này đều đang đứng trước nguy cơ bị đe dọa và tuyệt chủng.

## Khai thác
Các loài có thể cho loại gỗ đen này phổ biến được biết tới là:
- Diospyros mun tại Việt Nam. Loài này đã được ghi trong Sách Đỏ Việt Nam. Cấm xuất khẩu, cấm khai thác ở các nơi.
- Diospyros ebenum tại nam Ấn Độ và Sri Lanka. Cả hai nước đều đã cấm xuất khẩu gỗ loại cây này dù các sản phẩm làm từ chúng vẫn được xuất khẩu.
- Diospyros crassiflora tại Tây Phi. Liên minh Quốc tế Bảo tồn Thiên nhiên phân loại nó như là một loài nguy cấp.
- Diospyros celebica tại Indonesia. Việc khai thác loài này được kiểm soát chặt chẽ theo hạn ngạch ngoài ra là bất hợp pháp.
- Diospyros perrieri
- Diospyros melanoxylon
- Diospyros tesselaria

## Sử dụng

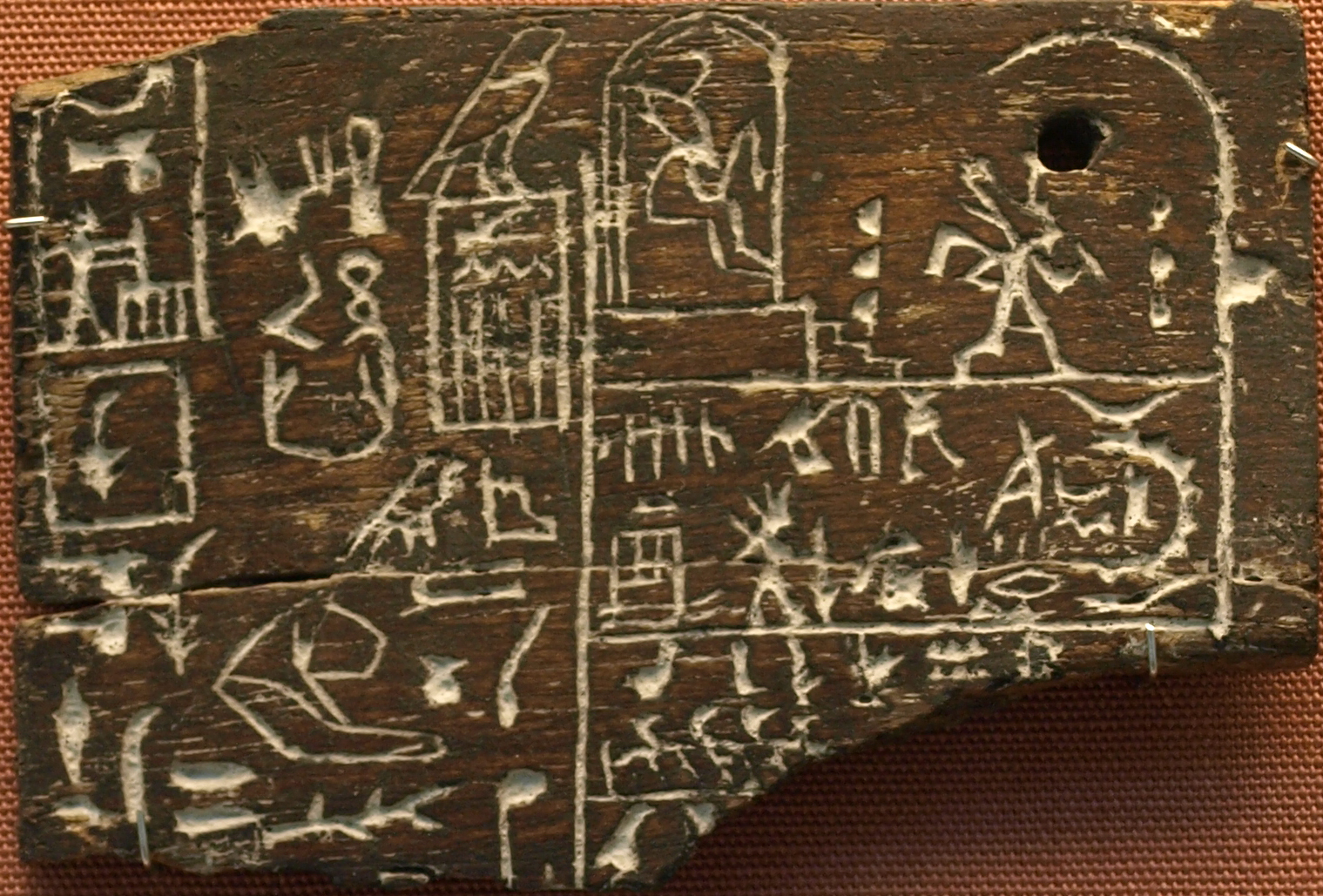
Một mẫu gỗ mun trong lăng mộ Ai Cập khoảng 3000 năm trước công nguyên

Loại gỗ này đã được sử dụng từ thời cổ đại, các vật dụng làm từ chất liệu này đã được tìm thấy trong các ngôi mộ cổ Ai Cập. Trong kinh Hebrew của Do Thái có nhắc đến loại gỗ này và nói chúng được vận chuyển từ Nubia. Đến thế kỷ 16 thì việc sử dụng loại gỗ này để làm đồ nội thất và trang trí tôn giáo bắt đầu phát triển mạnh, sau đó thì chuyển sang làm các vật dụng nhỏ hơn.

## Bảo vệ
Như một kết quả của việc bị ưa chuộng với nhu cầu cao và khai thác không có kế hoạch bền vững, số lượng của nhiều loài gỗ mun đang bị đe dọa. Nhiều nước có các loài gỗ mun bản địa đã cấm việc khai thác.
Liên minh Quốc tế Bảo tồn Thiên nhiên đã đưa chúng vào Sách Đỏ với 103 loài của chi Diospyros ở trạng thái dễ bị tổn thương, 14 loài nguy cấp, 15 loài cực kỳ nguy cấp, chỉ có 21 loài gần bị đe dọa và 2 loài ít quan tâm tính tới năm 1994.